# Élection présidentielle américaine de 1940 dans le Mississippi
L'élection présidentielle américaine de 1940 dans le Mississippi a lieu le 5 novembre 1940 comme dans les 47 autres États qui composaient alors les États-Unis. Les électeurs mississippiens choisissent des grands électeurs pour les représenter dans le collège électoral à travers un vote populaire. Le Mississippi possède en 1940 9 grands électeurs. L'État donne l'ensemble de ses grands électeurs au candidat du Parti démocrate, le président sortant Franklin Delano Roosevelt. 
Le candidat vainqueur de ce scrutin dans tout le pays sera également Roosevelt, qui entamera un troisième mandat à la présidence des États-Unis le 20 janvier 1941. 